# Consort Wang
Consort Wang -nom personal desconegut-, rang de consort imperial Cairen (王才人), honorada a títol pòstum Xianfei (賢妃), (? - 846) fou una consort imperial de la dinastia Tang. Era la concubina favorita de l'Emperador Wuzong (Li Chan). No es coneix quan va néixer la futura Consort Wang, però se sap que ella tenia 12 anys quan va entrar al palau i va ser proposada per l'Emperador Muzong a Li Chan, i com l'Emperador Muzong regnà del 820 al 824 EC, això disposà un marge de temps pel seu naixement.